# Alfred Urbański

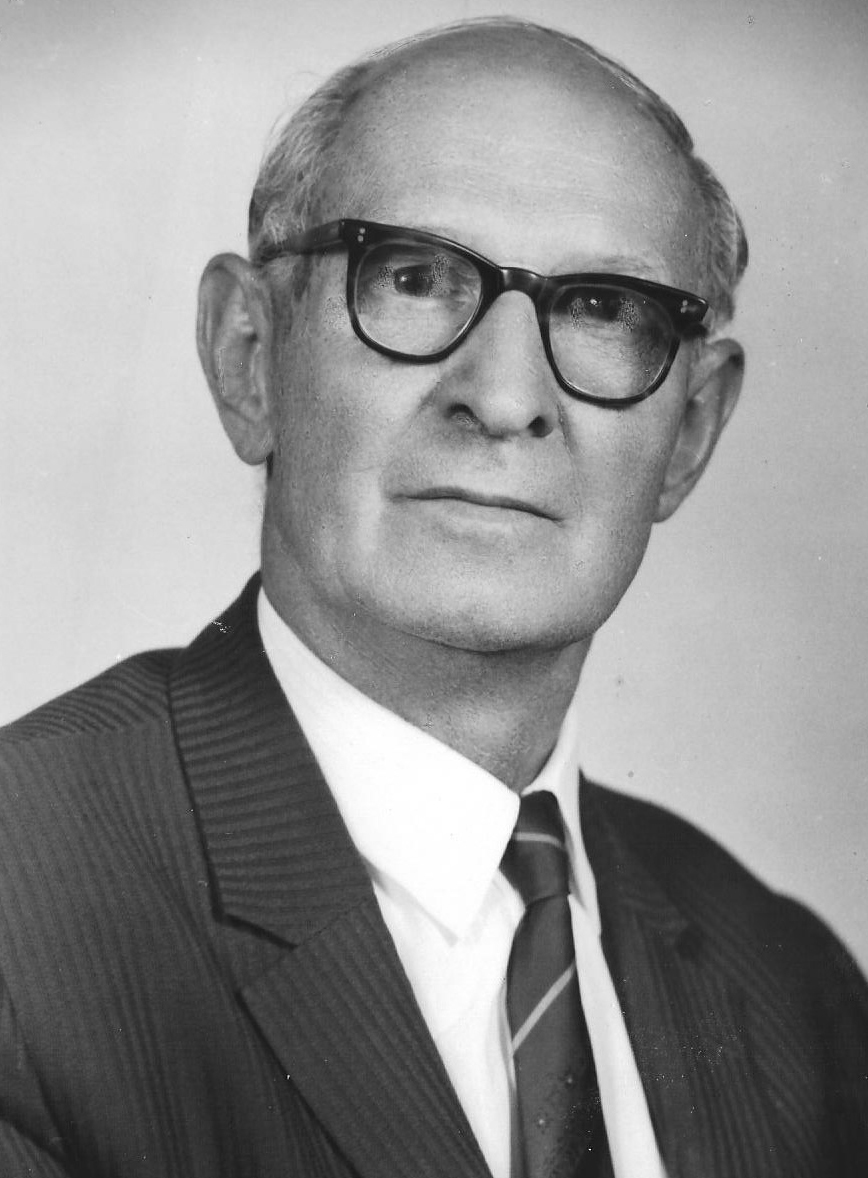
Alfred Urbański

Alfred Urbański (Vilnius, 13 gennaio 1899 – 10 settembre 1983) è stato un politico ed economista polacco, membro del Partito Socialista Polacco.

## Biografia
Dal 1969 al 1972 fu membro del Consiglio dei Tre (Rada Trzech), un organo collegiale che si opponeva al presidente del governo in esilio della Polonia August Zaleski. Alla sua morte Zaleski venne sostituito da Stanisław Ostrowski che venne immediatamente riconosciuto dal Consiglio dei Tre. Il 18 luglio 1972 Ostrowski nominò Urbański primo ministro del governo in esilio, carica che egli detenne fino al 15 luglio 1976.